# Anatomische terminologie (mollusken)
Dit artikel geeft een verklaring van de terminologie zoals die in gebruik is bij de beschrijving van de anatomie van weekdieren.

## Termen
- Mantel - De huidplooi bij weekdieren die onder de schelp gelegen is.
- Sifon - ademhalingsbuis.